# Leipziger Kommunalgarde

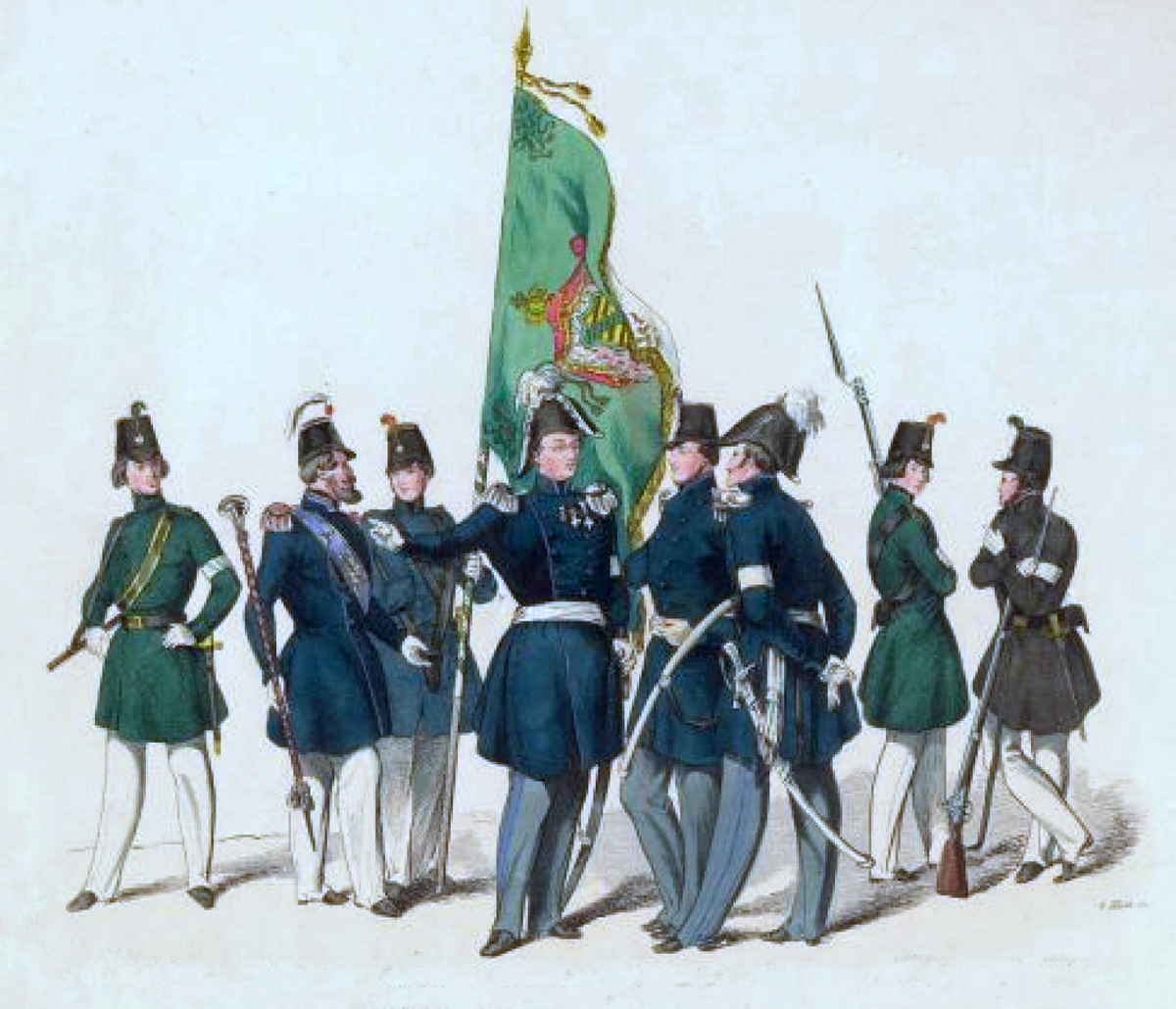
Mitglieder der Leipziger Kommunalgarde

Die Leipziger Kommunalgarde war eine von 1830 bis 1870 existierende militärähnliche Einrichtung in der Stadt zur Gewährleistung ihrer inneren Sicherheit.

## Geschichte
1830 herrschte in Sachsen eine gewisse politische Spannung, da König und Regierung auf den alten politischen Verhältnissen beharrten und erste Kunde von der französischen Julirevolution eintraf. Der Eingriff der Polizei bei einem ruhestörenden Polterabend am 2. September 1830 in Leipzig führte zu Tumulten, bei denen Häuser und Wohnungen verhasster städtischer und königlicher Beamter gestürmt und demoliert wurden. Da die Polizei sich nicht durchsetzen konnte und auch kein Militär eintraf, rief am 5. September der Magistrat der Stadt die Bürger zur Selbsthilfe auf. Der Historiker Ernst Kroker nennt deshalb dieses Datum den Geburtstag der Leipziger Kommunalgarde. Es fanden sich schnell freiwillige Eingreiftruppen, die die Stadttore und wichtige Einrichtungen und Plätze besetzten und die Straßen von Tumultanten säuberten. Es bildeten sich besondere Gruppen heraus, die zu Kompanien wurden, so aus einem Schützenverein, aus Akademikerkreisen der Universität, aus Jagdfreunden, aus Buchdruckern, Kaufleuten usw. Als am 6. und 7. September Militäreinheiten in der Stadt eintrafen, hatte die „Communalgarde“ die Ruhe und Ordnung in der Stadt bereits wiederhergestellt.
In mehreren Schritten wurde die Kommunalgarde zu einer Dauereinrichtung. Am 28. November traf Prinz Johann in Leipzig ein, inspizierte die nun etwa 800 Mann starke Truppe und genehmigte ihren Fortbestand. Kommunalgarden hatten sich nach dem Leipziger Beispiel in zahlreichen weiteren sächsischen Städten gebildet, und am 29. November erfolgte ihre gesetzliche Legitimierung durch das „Mandat, die Errichtung der Communalgarden betreffend“, wonach „die Communalgarden eine Vereinigung der wohlgesinnten Einwohner der Städte aus allen Ständen für den Zweck der Erhaltung allgemeiner Sicherheit und öffentlicher Ordnung und ein Mittel zur Beförderung des Gemeinsinns“ sein sollten. Es folgten eine Dienstvorschrift mit Disziplinar-Regulativ und ein Exerzier-Reglement.

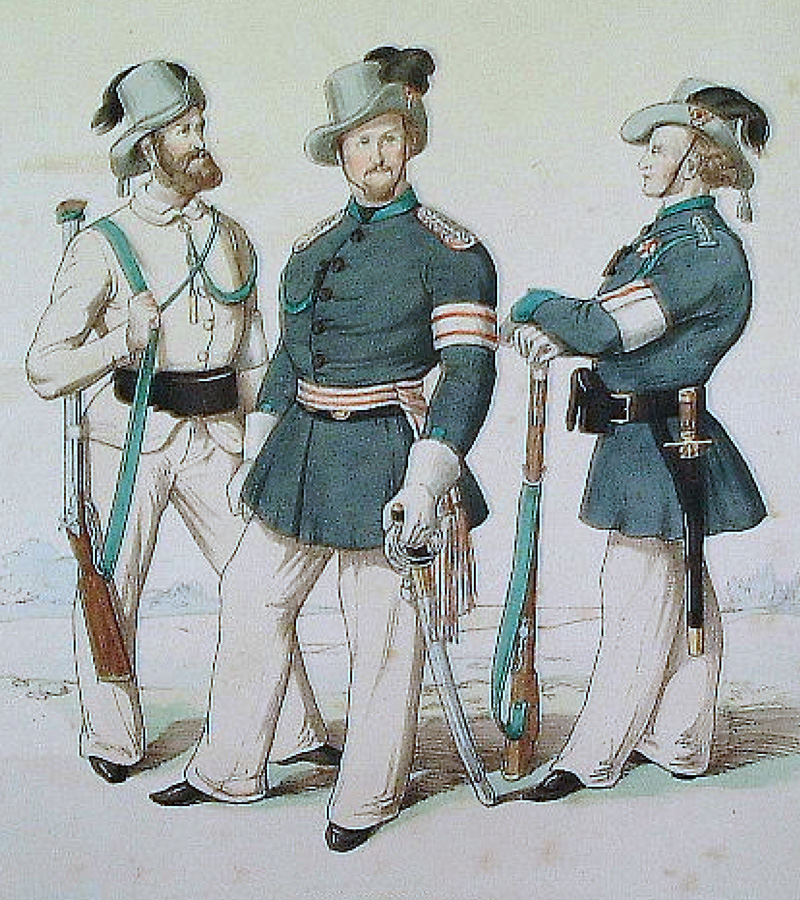
Mitglieder der Turner-Kompanie
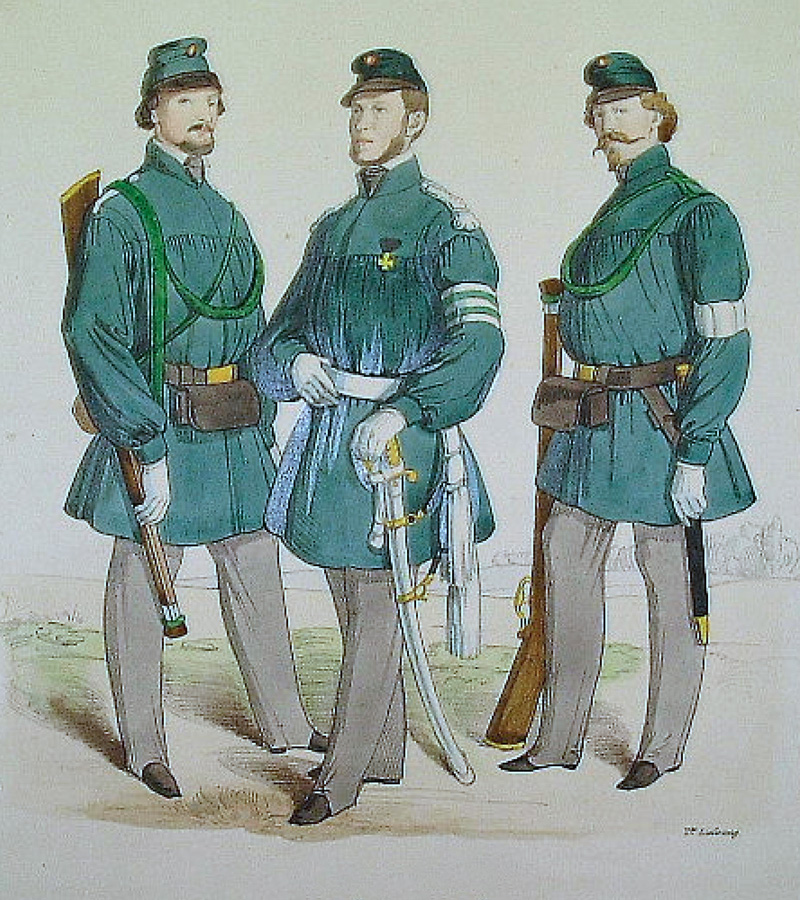
Mitglieder der Buchhändler-Kompanie
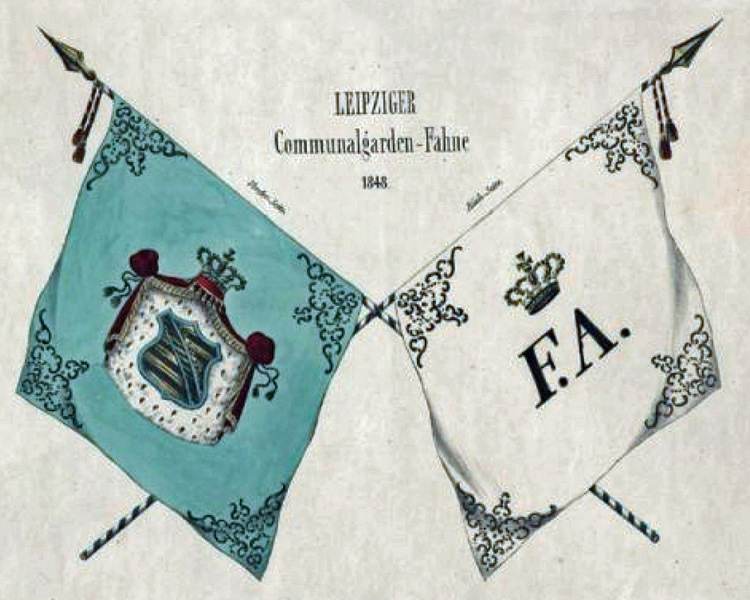
Die Fahne der Leipziger Kommunalgarde
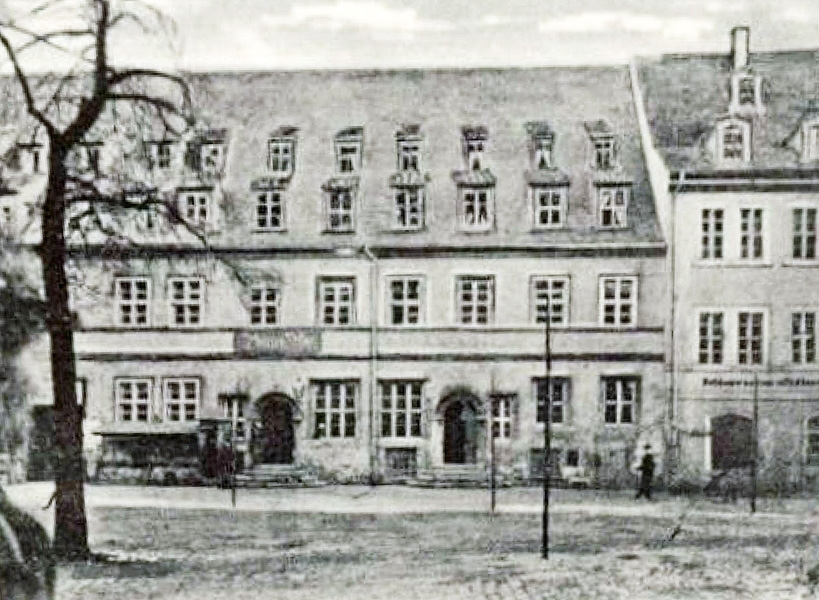
Das Wachlokal neben dem Polizeiamt am Naschmarkt

Nun war der Dienst in der Leipziger Kommunalgarde nicht mehr freiwillig. Jeder Mann, der das Leipziger Bürgerrecht besaß, hatte bis zu seinem 50. Lebensjahr der Kommunalgarde anzugehören. Diese bestand 1832 aus 16 Fußkompanien zu je vier bis fünf Zügen sowie einer reitenden Abteilung und umfasste insgesamt 2280 Personen bei einer Bewaffnung mit 2037 Gewehren, 670 Seitengewehren und 58 Pistolen. Die Kompanien waren sowohl nach Stadtteilen als auch nach Berufsgruppen gegliedert und trugen verschiedene Uniformen. Die Gardisten wählten ihre Offiziere und Vorgesetzten selbst.
Das Hauptquartier befand sich in der Gaststätte Blaue Mütze (heute Lortzingstraße). Neu eintretende Gardisten wurden hier und in verschiedenen Sälen der Stadt, mitunter auch Werkstattsälen, einexerziert. Das ständige Büro der Garde war in der Alten Waage. Das Wachlokal der Leipziger Kommunalgarde am Naschmarkt neben der Polizeiwache und seine nähere Umgebung waren täglich von 19 Uhr bis 1 Uhr mit Wachtposten besetzt.
Mehrmals im Jahr fanden zentrale Übungen und Paraden statt, wozu die gesamte Garde zum Exerzierplatz in Gohlis marschierte. Dabei wurde sie zunehmend von vielen Leipzigern begleitet, und das Ganze nahm immer mehr den Charakter eines Volksfestes an.
Neben dem permanenten Wachdienst wurde die Kommunalgarde auch bei Ereignissen größerer Bedeutung mit wechselndem Erfolg eingesetzt. Am 7. April 1839 übernahm sie die Absicherung der Feierlichkeiten zur Eröffnung der Ferneisenbahnstrecke Leipzig–Dresden. Beim sogenannten Leipziger Gemetzel am 12. August 1845 wurde die eigentlich zuständige Kommunalgarde vom Militär des Platzes verwiesen, das danach ein Blutbad anrichtete. Am Folgetag übernahm die Kommunalgarde die Gewalt über die Stadt und beruhigte die Situation. Allerdings mussten während der Revolutionstage 1848/1849 ganze Kompanien wegen „Weigerung“ und „Verbrüderung mit dem Volk“ aufgelöst werden. Die Kommunalgarde hatte drei Tote zu beklagen.
Als im Deutschen Krieg 1866 preußische Truppen Leipzig besetzten, war das der Anfang vom Ende der Kommunalgarde. Der Beitritt Sachsens zum Norddeutschen Bund und die Einführung der allgemeinen Wehrpflicht waren weitere Schritte, die die Kommunalgarde erübrigten. Am 31. März 1867 fand der letzte Wachaufzug der Leipziger Kommunalgarde statt. Ihre endgültige formelle Auflösung erfolgte 1870.

## Anmerkung
1. ↑  Eine Erinnerungstafel am naschmarktseitigen Eingang des Alten Rathauses weist den 31. Oktober, den Tag der Vereidigung der Leipziger Kommunalgarde, als deren Gründungstag aus.